# 2017 في بلغاريا
فيما يلي قوائم الأحداث التي وقعت خلال عام 2017 في بلغاريا.

## أحداث
- 26 مارس – الانتخابات التشريعية البلغارية 2017

## سياسة

### تعيين في المنصب
- 4 مايو – بويكو بوريسوف رئيس وزراء بلغاريا [الإنجليزية]‏.

### انتهاء فترة المنصب
- 22 يناير – روسن بليفنلييف قائمة رؤساء بلغاريا.
- 27 يناير – بويكو بوريسوف رئيس وزراء بلغاريا [الإنجليزية]‏.

## أفلام
من الأفلام التي صدرت هذه السنة في بلغاريا:
- 1 يناير – آكتز اوف فينجينس من إخراج إيزاك فلورنتاين.

## وفيات

### فبراير
- 7 فبراير – تزفيتان تودوروف (مواليد 1939) فيلسوف بلغاري.

### مايو
- 29 مايو – بوغدان دوتشيف (مواليد 1935)

### يوليو
- 1 يوليو – ايان ساداكوف (مواليد 1961) لاعب كرة قدم بلغاري.

### نوفمبر
- 18 نوفمبر – نعيم سليمان أوغلو (مواليد 1967)